# Situla cuculli
Situla cuculli is een zakpijpensoort uit de familie van de Octacnemidae. De wetenschappelijke naam van de soort is voor het eerst geldig gepubliceerd in 1991 door Monniot & Monniot.